# Samir Məmmədov
Samir Məmmədov (1988. május 15. –) azeri amatőr ökölvívó.

## Eredményei
- 2005-ben junior Európa-bajnok légsúlyban.
- 2006-ban ezüstérmes az Európa-bajnokságon légsúlyban. Az elődöntőben a francia világbajnok Jérôme Thomast győzte le, majd a döntőben az orosz Georgij Balaksintól kapott ki.
- 2007-ben bronzérmes a világbajnokságon légsúlyban. A negyeddöntőben a Pánamerikai bajnok puerto ricoi McWilliams Arroyót győzte le, majd az elődöntőben a későbbi bajnok amerikai Raushee Warrentől szenvedett vereséget.